# Antaios

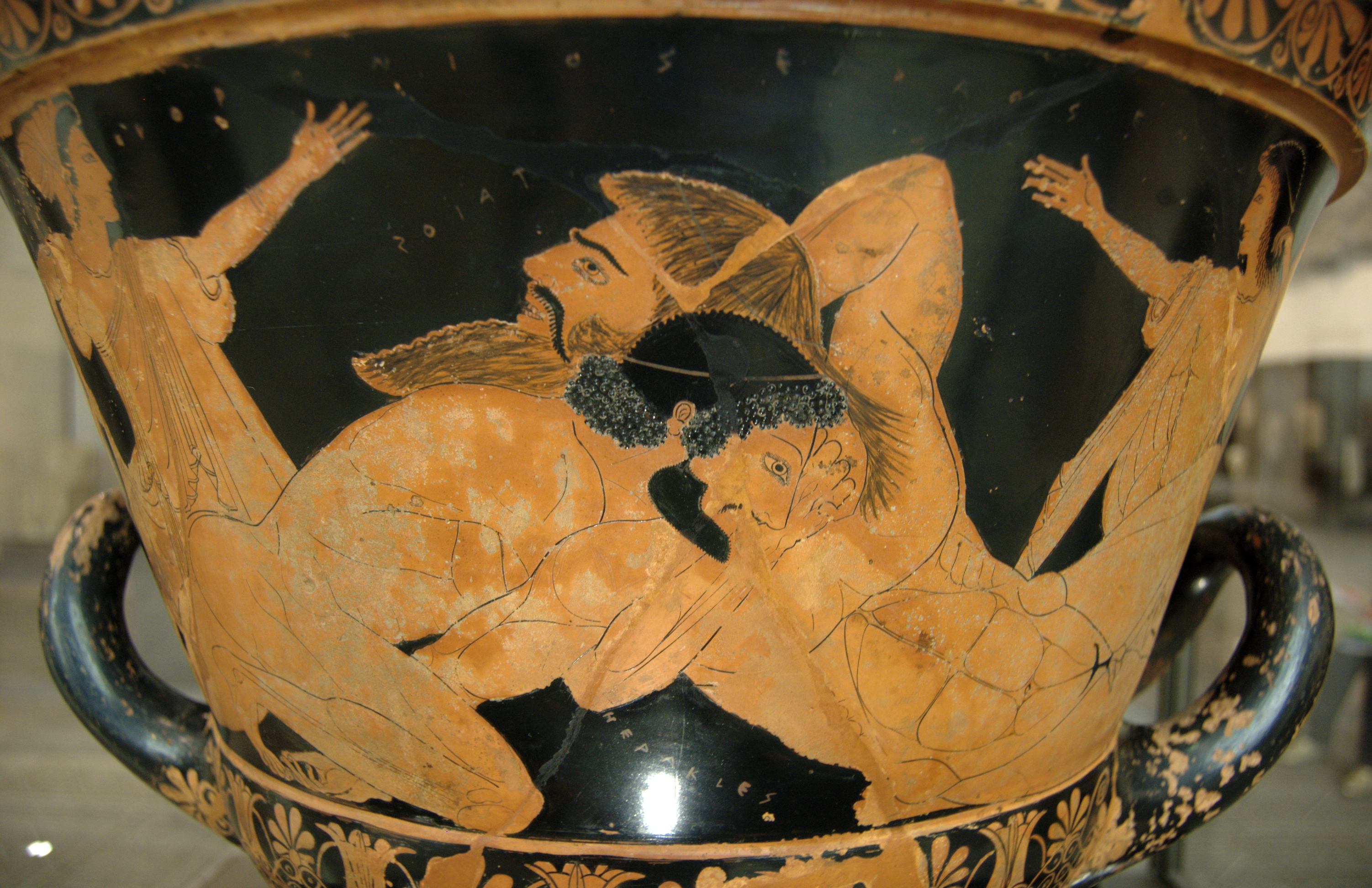
Herakles und Antaios, Krater von Euphronios, 515-510 v. Chr., Louvre (G 103)

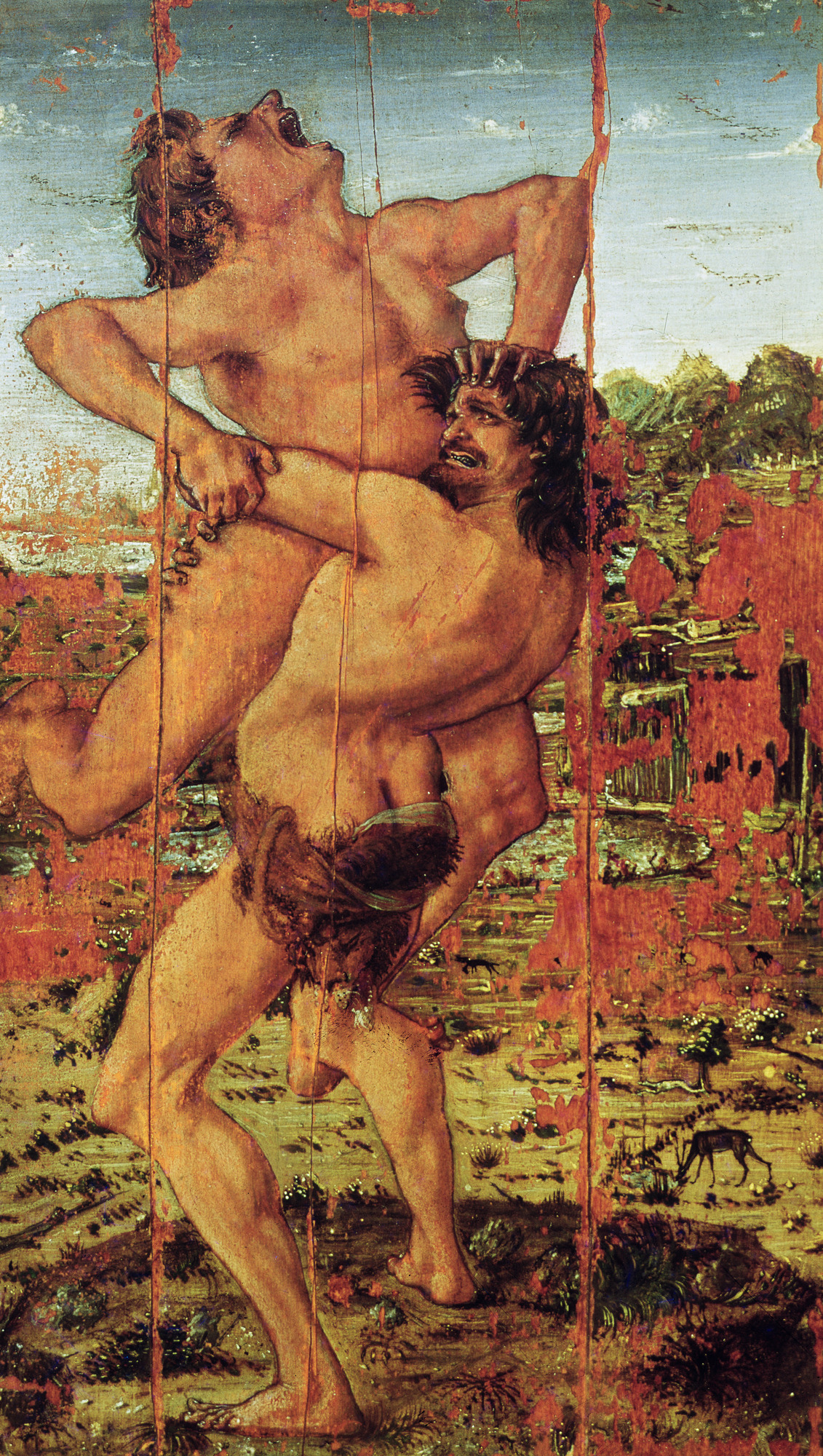
Antonio Pollaiuolo, Ercole ed Anteo

Antaios oder Antäus (altgriechisch Ἀνταῖος Antaíos, lateinisch Antaeus; von ἀντιάειν antiáein, deutsch ‚entgegentreten, begegnen‘) ist ein Riese aus der griechischen Mythologie.
Er war der Sohn des Poseidon und der Gaia mit nahezu unbezwingbarer Stärke. Beheimatet war er in Libyen (Λιβύη Libýē, d. h. Nordafrika westlich von Ägypten) und er maß über 60 griechische Ellen (28,44 m). Er pflegte alle vorbeiziehenden Reisenden zu zwingen, mit ihm zu kämpfen – und er gewann stets. Aus den Schädeln der Unterlegenen fertigte er für seinen Vater Poseidon einen Tempel. Antaios lebte in seiner Höhle oder in der Stadt Tingis, die er einst selbst errichtet haben soll, und jagte Fremde, Löwen (die er verspeiste) und Einwohner seines Landes: Als der Held Herakles auf den Riesen traf, wurde auch er von Antaios zum Kampf herausgefordert; es war ein ungleicher Kampf, da Antaios immer wieder aus der Erde neue Kraft erhielt. Herakles erkannte während des nahezu aussichtslosen Kampfes, dass die Stärke des Riesen von seiner Mutter Gaia, der Erde, kommen musste, hob ihn weg von der Erde in die Luft und erwürgte den seiner Kräfte beraubten Antaios dort.